# Djebahia
Djebahia (în arabă الجباحية) este o comună din provincia Bouira, Algeria.
Populația comunei este de 15.592 de locuitori (2008).